# Tsoala
Tsoala, monotipski rod dvosupnica iz potporodice Goetzeoideae, dio porodice Solanaceae.. Jedina vrsta je T. tubiflora. Izvorni areal ove vrste je SZ. i Z. Madagaskar. To je grm ili drvo i raste prvenstveno u sezonski suhom tropskom biomu.
Opisan je u Bulletin du Muséum National d'Histoire Naturelle, Section B, Adansonia. sér. 4, Botanique Phytochimie 14(1): 8. 1992.